# Йонсон
Йонсон (на шведски: Jönsson) — шведско фамилно име и има значение син на Йонс (Jöns – Йонс; son – син).
- Кристофер Йонсон – музикант, певец
- Егерт Йонсон — исландски футболист
- Никита Йонсон - участничка в Big Brother 5